# Commelina pycnospatha
Commelina pycnospatha là một loài thực vật có hoa trong họ Commelinaceae. Loài này được Brenan mô tả khoa học đầu tiên năm 1961.